# Port lotniczy Tiksi
Aeroport Tiksi (IATA: IKS, ICAO: UEST) – wojskowy port lotniczy w Tiksi, w Rosji (Jakucja).
Został zbudowany w latach 50 jako baza wypadowa dla lotnictwa radzieckiego bombowców dalekiego zasięgu będących w stanie dotrzeć do Stanów Zjednoczonych (jako tak zwany "bounce" aerodrom). Jest on używany regularnie przez samoloty Tupolew Tu-95 w ćwiczeniach wojskowych, w tym raz w 1999 roku, kiedy wkroczono na teren Arktyki Kanadyjskiej. Dwa inne pobliskie lotniska znane jako Tiksi Północ i Tiksi Zachód zostały porzucone od dziesięciolecia, i są prawdopodobnie nienadające się do użytku zgodnie z obrazami satelitarnymi.
Według Farecompare.com, łącznie 50 pasażerów dziennie korzysta z lotniska w Tiksi. Odpowiada to całkowitej pojemności 18250 pasażerów rocznie.

## Linie lotnicze i połączenia
| Linia lotnicza   | Kierunek                    |
| ---------------- | --------------------------- |
| Polar Airlines   | 1. Jakuck                   |
| Yakutia Airlines | 1. Jakuck 2. Moskwa-Wnukowo |